# Luis Roberto Alves
Luis Roberto Alves dos Santos Gavranić (* 23. Mai 1967 in Mexiko-Stadt) ist ein ehemaliger mexikanischer Fußballspieler auf der Position des Stürmers. Obwohl er nie Torschützenkönig der mexikanischen Primera División war, belegt er mit 209 Treffern den sechsten Platz der erfolgreichsten Torjäger in der Primera División. Weil drei von den fünf besser platzierten Torjägern keine Mexikaner waren, ist er zudem der drittbeste mexikanische Torjäger hinter Carlos Hermosillo mit 294 Treffern und Jared Borgetti, der 252 Mal erfolgreich war. Zudem ist er der erfolgreichste Torjäger in der Geschichte des Club América.
Luis Roberto Alves ist der Sohn des ebenfalls erfolgreichen Torjägers José Alves, der beinahe während der gesamten 1960er Jahre beim Club América unter Vertrag stand und in der Saison 1965/66 die Torjägerkanone der mexikanischen Liga gewann. In Erinnerung an seinen Vater, der den Spitznamen Zague verliehen bekam, wurde auch Luis Zague bzw. Zaguinho genannt. 

## Leben

### Verein
Obwohl in Mexiko-Stadt geboren, während sein Vater beim Club América unter Vertrag stand, wuchs er in Brasilien, der Heimat seines Vaters, in die dieser nach dem Ende seines Engagements in der mexikanischen Hauptstadt 1969 mit seiner Familie zurückkehrte, auf. Wie sein Vater, der zu Beginn seiner Profikarriere beim SC Corinthians Paulista unter Vertrag stand, begann auch Luis seine Fußballkarriere in den Nachwuchsabteilungen der Timão. 
Seinen ersten Profivertrag erhielt er beim Club América, für den er insgesamt zwölf Jahre spielte; und somit vier Jahre länger als sein Vater. Obwohl Luis Alves in der zweiten Hälfte seiner aktiven Karriere auch beim CF Atlante unter Vertrag stand und seine sportliche Laufbahn bei Necaxa ausklingen ließ, feierte er sämtliche Erfolge ausschließlich mit den Americanistas, mit denen er unter anderem je dreimal mexikanischer Meister und CONCACAF-Champions’-Cup-Sieger wurde. 

### Nationalmannschaft
Sein Debüt im Dress der mexikanischen Nationalmannschaft feierte Alves am 29. März 1988, als El Salvador mit 8:0 regelrecht deklassiert wurde und der begnadete Stürmer gleich zweimal traf. 
Insgesamt absolvierte Alves im Laufe seiner mehr als 13-jährigen Länderspielkarriere 84 Einsätze für sein Heimatland, bei denen er insgesamt 30 Tore erzielte. Sein erfolgreichstes Länderspiel war die Begegnung mit Martinique um den CONCACAF Gold Cup am 11. Juli 1993, als ihm beim 9:0-Kantersieg der Mexikaner insgesamt sieben Treffer gelangen und in jeder Halbzeit ein lupenreiner Hattrick. Sein letzter Länderspieleinsatz fand am 14. November 2001 gegen Spanien (0:1) statt. 
Höhepunkt seiner Länderspielkarriere war die Teilnahme an der Fußball-Weltmeisterschaft 1994, bei der er alle vier Spiele der Mexikaner in voller Länge bestritt. 

## Erfolge

### Als Spieler
- Mexikanischer Meister: Prode 85, 1987/88, 1988/89
- Campeón de Campeones: 1988, 1989
- CONCACAF Champions’ Cup: 1987, 1990, 1992
- Copa Interamericana: 1990